# غلوكسينية معمرة
غلوكسينية معمرة (الاسم العلمي:Gloxinia perennis) هي نوع من النباتات تتبع جنس الغلوكسينية من الفصيلة الغزنرية.